# Ларю, Ксеркс
Ксеркс Ларю (англ. Xerxes Larue; род. 3 мая 1996) — сейшельский шоссейный и трековый велогонщик.

## Карьера
В 2014 году стал чемпионом Сейшел по шоссейному велоспорту, позднее ещё дважды становился его призёром. Несколько раз принимал участие в чемпионате Африки по шоссейному велоспорту.
В 2017 году занял третье место на чемпионате Африки по трековому велоспорту в командной гонке преследования вместе с Кристофером Джерри и Марио Эрнестом. В том же году принял участие в чемпионате Африки по шоссейному велоспорту и Франкофонских играх.

## Достижения

### Шоссе
2014
 Чемпионат Сейшел — индивидуальная гонка
2016
Seychelles Duo Time Trial (с Mervyn Esparon)
3-й Чемпионат Сейшел — групповая гонка
2017
Seychelles Duo Time Trial (с Доминик Арисол)
Labour Tour
Генеральная классификация
3-й (ITT) и 5-й этапы
2-й Чемпионат Сейшел — индивидуальная гонка

### Трек
2017
 Чемпионат Африки — командная гонка преследования (с Кристофер Джерри и Марио Эрнеста)

## Рейтинги
| Год                 | 2017   |
| ------------------- | ------ |
| Мировой рейтинг UCI | 2482-й |
| Африканский тур UCI | 211-й  |
|                     |        |
| Источник: UCI       |        |